# Antonio Olmo
Antonio Olmo Rodriguez (ur. 18 stycznia 1954 w Sabadell) – hiszpański piłkarz występujący na pozycji obrońcy.
Do 1976 występował w rezerwach, a następnie do końca kariery w pierwszej drużynie klubu FC Barcelona. Zdobył z tym klubem Mistrzostwo Hiszpanii (1985) oraz trzykrotnie Puchar Króla (1978, 1981, 1983), dwukrotnie Puchar Krajowych Mistrzów Europy (1979, 1982) i raz Superpuchar Hiszpanii (1983).
W 1977–1980 rozegrał 13 meczów w reprezentacja Hiszpanii. Wystąpił na Igrzyskach Olimpijskich w Montrealu w 1976, Mistrzostwach Świata 1978 i Euro 1980.